# حالت فاولر

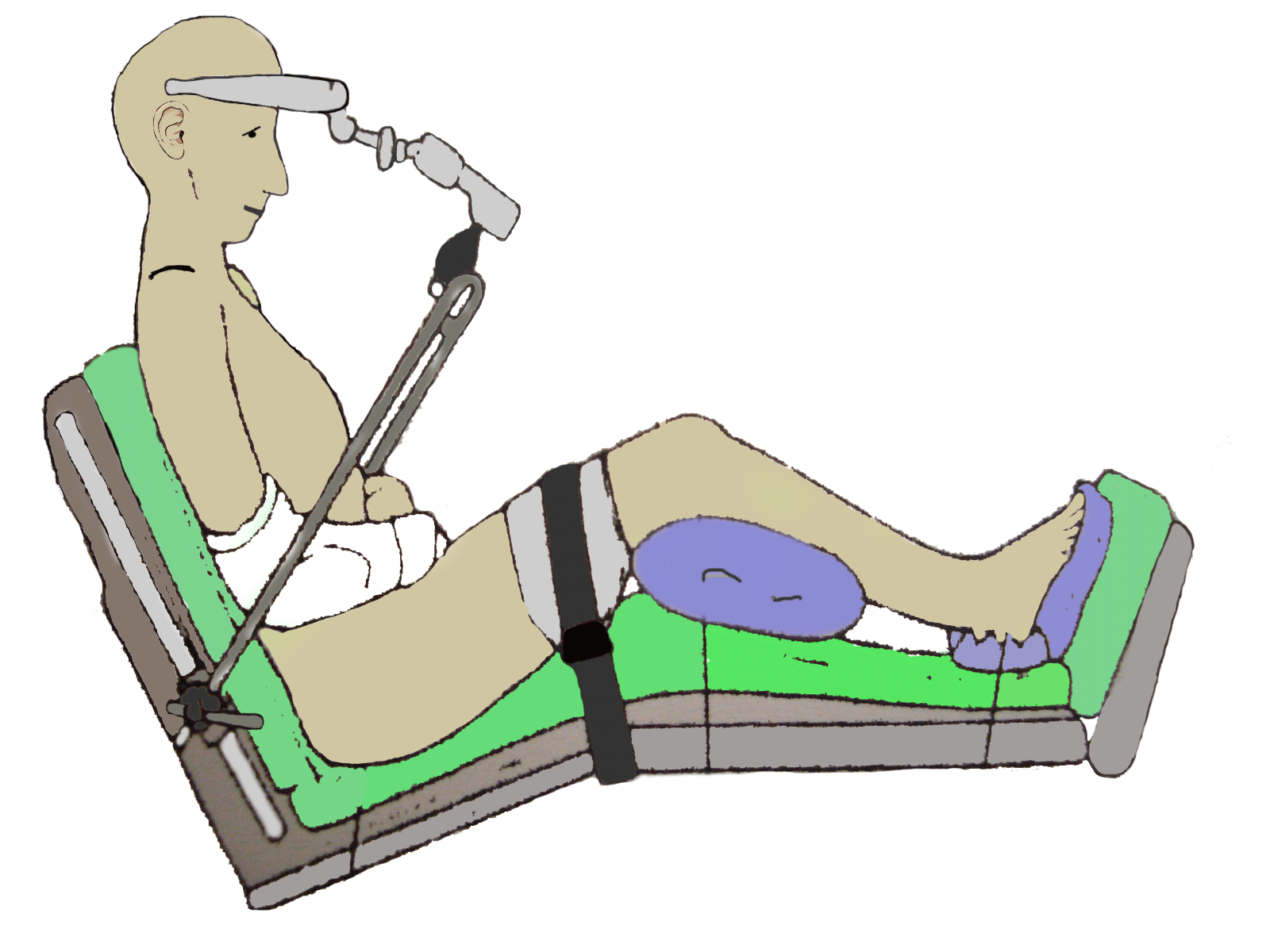
پوزیشن فالرز استاندارد.

پوزیشن فالرز یا نشسته (به انگلیسی: Fowler's position) بیان‌کننده حالتی است که در آن بالاتنه بیمار با زاویه ٤٥ تا ٦٠ درجه، قبل یا بعد از عمل جراحی بر روی تخت قرار می‌گیرد.
- موقعیت فالرز شامل انواع گوناگونی از زاویه‌هاست که نوع عمل، تعیین‌کننده قرارگیری بیمار در آن زاویه می‌باشد.
- بیمار ابتدا به حالت خوابیده به پشت بر روی تخت قرار گرفته و سپس با زوایه دادن به تخت، آن را به ٩٠ درجه نزدیک می‌کنند.
- قرارگیری زانوهای بیمار بر روی تخت زاویه‌دار یا صاف می‌باشد.

## موارد استفاده
جهت انجام اعمال جراحی گوش  و بینی مناسب بوده و در برخی از جراحی‌های مغز و اعصاب بمانند کرانیوتومی به این وضعیت نیاز می‌باشد. عمل جراحی حنجره نیز از حالت نیمه فاولر استفاده میشود.

## عوارض
- ساکروم ، دنبالچه و ستون مهره‌ها ، پشت ران و پاشنه پا در اثر این وضعیت، فشار زیاد و زمان‌داری را تحمل می‌کنند.
- خون در نواحی پایین‌تر بدن فرد، تجمع پیدا می‌کند.[۳]